# Menüett

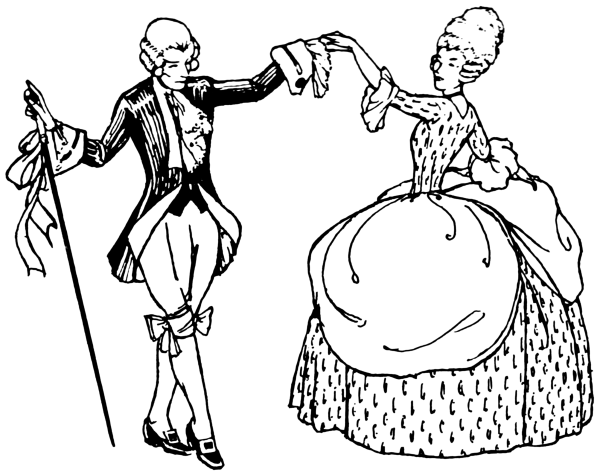
Menüettet táncolók a barokk korban

A menüett régi 3/4-es lüktetésű francia népi társastánc, amelyik a 17. században bekerült a főúri táncok közé, és oda is tartozott egészen a 19. századi báli táncok megjelenéséig.
A barokk szvit része Georg Friedrich Händelnek és Johann Sebastian Bachnak köszönhetően lett, viszont a bécsi klasszika korában érte el népszerűsége csúcspontját, amikor is általában a szimfóniák részeként szerepelt. A mannheimi iskola ugyan a 4. tételnek írta elő a szimfóniákban és szonátákban, de a gyakorlatban Joseph Haydn óta a 3., utolsó előtti tételként hangzik el.
A menüett szerkezete gyakran egy háromrészes dalforma, például A-B-A, értsd Minuetto – Trio – Minuetto d.c., de általában az A és B rész is két-három részre tagolódik. A végén az A rész ismétlés nélkül visszatér.
```
   Menüett  –   Trio    – Menüett d.c.

|:A:||:B A':| – |:C:||:D C':| – | A | B A' |
```

A trio elnevezés abból fakad, hogy a barokkban általában azt a részt egy trió (három hangszer: például két oboa, fagott – két hegedű, cselló) játszotta.  E hangszerelési hagyományt a későbbi zeneszerzők is megőrizték: a zenekar által játszott menüett-tételek középső, trió szakaszát rendszerint kamarazenei hangzásvilág jellemzi, holott  később már több hangszer játszotta.